# Isotopes de l'iode
L'iode (I, numéro atomique 53) possède 37 isotopes connus, de nombre de masse variant entre 108 et 144, et 16 isomères nucléaires. Parmi ces isotopes, seul 127I est stable, et représente la totalité de l'iode naturel, faisant de l'iode un élément monoisotopique et un élément mononucléidique. Sa masse atomique standard est donc la masse isotopique de 127I, soit 126,904 47(3) u.
Parmi les 30 radioisotopes de l'iode, le plus stable est 129I avec une demi-vie de 15,7 millions d'années, trop courte pour que ce soit un nucléide primordial mais assez longue pour constituer une radioactivité éteinte. Tous les autres ont une demi-vie inférieure à 60 jours ; quatre d'entre eux sont utilisés comme traceurs radiogéniques et agents thérapeutiques : 123I, 124I, 125I, et 131I.
Les isotopes les plus légers (108 à 110) se désintègrent par émission de proton, radioactivité α ou radioactivité β+ en isotopes de l'antimoine ou du tellure. Ceux légèrement plus lourds (mais plus légers que 127I) par radioactivité β+ (à l'exception de 123I et 125I qui se désintègrent par capture électronique), tous en isotopes du tellure. 126I fait partiellement exception, se désintégrant par radioactivité ou β+ ou radioactivité β− en 126Te ou 126Xe, dans un ratio 56/44. Les radioisotopes les plus lourds se désintègrent eux par radioactivité β−, et pour certains de façon non négligeable par radioactivité β− et émission de neutron, en isotopes du xénon.
Du fait de l'absorption de l'iode par la thyroïde, les radioisotopes de l'iode sont largement utilisés en imagerie médicale (iode 131 en particulier) ou pour détruire des tissus dysfonctionnels thyroïdiens, ou d'autres types de tissus absorbant sélectivement des produits radiopharmaceutiques contenant de l'iode 131 (l'iobenguane par exemple). L'iode 125 est l'unique autre radioisotope de l'iode utilisé en radiothérapie, mais seulement sous la forme d'une capsule implantée en brachythérapie, évitant ainsi que l'isotope soit relâché dans le corps et y interagisse chimiquement. La plupart du temps, l'imagerie médicale utilisant les radioisotopes de l'iode se fait via une caméra gamma (en) standard. Cependant, dans les cas des rayonnements gamma de l'iode 123 et de l'iode 131, on peut aussi utiliser la tomographie d'émission monophotonique (SPECT).

## Isotopes notables

### Iode 123
L'iode 123 (123I) est l'isotope de l'iode dont le noyau est constitué de 53 protons et de 70 neutrons. C'est un radioisotope se désintégrant par capture électronique en 123Te avec une demi-vie 13,2 heures. C'est un émetteur de rayons gamma utilisé comme traceur en imagerie médicale, en particulier la tomographie d'émission monophotonique, pour évaluer les fonctions anatomiques et physiologiques de la glande thyroïde. Ce genre d'examen permet notamment de détecter la maladie de Basedow ou la thyroïdite de Hashimoto. Contrairement à ce qu'on pourrait penser de prime abord, la radiation gamma produite par la désintégration de 123I ne vient pas de la chaîne 123I ⟶ 123mTe ⟶ 123Te, où la radiation gamma viendrait de la désexcitation de 123mTe en 123Te, stable. La capture électronique par 123I produit en fait directement 123Te et non pas 123mTe, qui a une énergie bien plus grande (247 keV) et ne peut pas être produit à partir d'iode radioactif. Cependant, après la capture électronique, 123Te excité émet 13 % du temps un électron de conversion interne de 127 keV à haute vitesse (électron Auger distinct d'un rayonnement β) qui n'endommage que très peu les cellules du fait de la faible demi-vie de l'isotope et de la relative rareté de ce type d'événement. Dans le reste des cas, c'est un rayon gamma de 159 keV qui est émis, bien adapté pour l'imagerie gamma.
123I (ainsi que 125I) est aussi un grand émetteur d'électrons Auger à basse énergie après sa désintégration, mais ceci ne cause pas de dommages importants (comme une cassure du double brin d'ADN) dans les cellules, sauf si l'isotope est incorporé dans des médicaments qui s'accumulent dans le noyau ou dans l'ADN (ce qui n'est jamais le cas dans la médecine clinique, mais qui a été observé dans certains modèles d'expérimentation animale).

### Iode 124
L'iode 124 (124I) est l'isotope de l'iode dont le noyau est constitué de 53 protons et de 71 neutrons. C'est un radioisotope se désintégrant par capture électronique (74,4 %) ou  émission de positron (25,6 %) en 124Te avec une demi-vie 4,18 jours. Il peut être synthétisé via de nombreuses réactions nucléaires en cyclotron. C'est la matériau de départ le plus commun utilisé pour synthétiser le tellure 124. Sous forme de sel d'iodure, l'iode 124 peut être utilisé directement en imagerie médicale de la thyroïde par tomographie par émission de positrons (PET). C'est d'ailleurs en général un radiotraceur avec une demi-vie plus longue que le fluor 18. Pour cet usage, l'isotope est lié chimiquement à un composé pharmaceutique pour former un composé radiopharmaceutique émetteur de positrons et injecté dans le corps.

### Iode 125
L'iode 125 (125I) est l'isotope de l'iode dont le noyau est constitué de 53 protons et de 72 neutrons. C'est un radioisotope se désintégrant par capture électronique en 125Te avec une demi-vie 59,4 jours. Comme l'iode 123, c'est un émetteur de rayons gamma, mais moins énergétique, et moins souvent utilisé en médecine nucléaire (et en particulier en imagerie médicale). 
En effet, comme dans le cas du couple 123I/123Te, le tellure 125 excité issu de la désintégration par capture électronique de l'iode 125 émet parfois un électron de conversion interne de faible énergie (35,5 keV). Ce type de rayonnement n'est pas trop dangereux du fait de sa basse énergie, mais cet événement est plus courant que pour le couple 123I/123Te, ce qui réduit d'autant l'émission de rayon gamma. De plus, l'émission gamma de la désintégration 125I/125Te étant relativement basse en énergie, elle est donc est mal adaptée pour l'imagerie, même si elle peut toujours être observée. Cependant, le fait que l'iode 125 ait une demi-vie plus longue peut être utile voire nécessaire pour certains tests nécessitant une observation sur plusieurs jours, par exemple un scan fibrinogène pour détecter des caillots sanguins.
L'iode 125 est utilisé de façon courante en brachythérapie à faible dose, pour le traitement de cancers autres que thyroïdiens, en particulier les cancers de la prostate. Lorsqu'il est utilisé en thérapie, l'iode 125 est encapsulé dans des graines de titane et implanté à l'endroit de la tumeur, où il restera, la faible énergie de son rayonnement limitant les dommages aux tissus éloignés de sa zone d'implantation. 
L'iode 125, du fait de sa durée de vie plus longue et de son spectre gamma moins pénétrant, est souvent préféré pour les tests de laboratoire utilisant l'iode comme traceur, mesuré par compteur gamma (en), comme en radio-immunologie. Il est également très employé pour l’autoradiographie en déposant des coupes de tissus préalablement incubées avec des ligands marquées au 125I au contact de films radiographiques classiques ou adaptés particulièrement pour ce type d’isotope à basse énergie. Cette technique a permis en biologie de caractériser la distribution et le nombre de nombreux récepteurs via des hormones, peptides ou protéines préalablement iodées sur une partie de la molécule qui n’interagit pas de manière étroite avec le récepteur choisi.
L'iode 125 est enfin aussi utilisé comme source de rayons γ pour la caractérisation structurelle des protéines.

### Iode 127
L'iode 127 (127I) est l'isotope de l'iode dont le noyau est constitué de 53 protons et de 74 neutrons. C'est le seul isotope stable de l'iode, et le seul présent dans la nature (à l'exception des traces d'iode 129 cosmogénique).
Les « pastilles d'iode » (iodure de potassium ou iodate de potassium en général) distribuées en cas d'accident nucléaire utilisent cet isotope non-radioactif pour saturer la thyroïde en iode, et ainsi éviter qu'elle n'absorbe et ne stocke le radioisotope iode 131 pouvant être présent dans les produits de fission libérés dans la nature. En théorie, de nombreux cancers dus aux retombées radioactives peuvent être prévenus de cette façon, les seuls cancers dont on a prouvé le lien avec l'absorption de radio-éléments à la suite d'un accident ou de l'explosion d'une bombe nucléaire étant les cancers de la thyroïde (même si les radiations de la bombe provoquent directement d'autres cancers, des leucémies par exemple).
Cette méthode protège donc de l'absorption de l'iode 131, mais pas de celle d'autres radio-éléments, ni des radiations directes. Son effet dure environ 24 heures, elle doit donc être renouvelé quotidiennement tant qu'un risque suffisamment élevé d'exposition aux radio-iodes existe,. L'iode 131 (le plus susceptible d'être présent dans les retombées radioactives) se désintègre relativement rapidement (demi-vie de 8 jours), donc 99,95 % de sa teneur initiale a disparu au bout de trois mois.

### Iode 129
L'iode 129 (129I) est l'isotope dont le noyau est constitué de 53 protons et de 76 neutrons. C'est un radioisotope à vie longue, avec une demi-vie de 16,14 ± 0,12 Ma. Présent dans l'environnement lors de la formation du Système solaire et de la Terre, il a disparu depuis par désintégration radioactive (radioactivité éteinte) mais on en retrouve les traces sous la forme d'un excès de xénon 129, ce que l'on exploite dans la datation iode-xénon.
L'iode 129 est également produit continuellement par les rayons cosmiques. Cette production cosmogénique de 129I est cependant très faible, produisant des quantités bien trop petites pour affecter par exemple les mesures de masse atomique.
L'essentiel de l'iode 129 présent, à notre époque, dans la nature est le produit de l'activité humaine, depuis les années 1940. 129I faisant partie des produits de fission à vie longue. La plupart provient des premiers tests nucléaires, et d'accidents de centrales nucléaires.

### Iode 131

Contribution de différents radioisotopes au niveau de radiation dans l'air après l'accident de Tchernobyl. ^{131}I est en orange.

L'iode 131 (131I) est l'isotope de l'iode dont le noyau est constitué de 53 protons et de 78 neutrons. C'est un radioisotope avec une demi-vie de 8 jours, se désintégrant par radioactivité β− en xénon 131. Cette radiation β est plutôt énergétique (190 keV en moyenne, jusqu'à 606 keV au maximum), pouvant pénétrer une épaisseur de 0,6  à   2,0 mm de tissus. 131I est aussi un émetteur de rayons γ. 
L'iode 131 est l'un des produits de fission les plus communs, il est donc produit en de larges quantités dans les réacteurs nucléaires. Du fait de sa volatilité, de sa faible demi-vie et de sa forte abondance dans les produits de fission, 131I est responsable (avec le couple 132Te/132I, 132Te étant un produit de fission se désintégrant en 132I avec une demi-vie de 3 jours) de la plus grande part de la contamination radioactive après une fuite de déchet radioactif ou un accident nucléaire.
La radiation β de l'iode 131 peut être utilisée pour la destruction de nodules thyroïdiens ou des tissus thyroïdiens, ainsi que pour l'élimination de tissus thyroïdiens restants après un traitement chirurgical de la maladie de Basedow. Le but de cette thérapie, qui fut explorée la première fois par Saul Hertz en 1941, est de détruire les tissus thyroïdiens qui ne peuvent pas être enlevés chirurgicalement. Dans cette procédure, 131I est administré soit par intraveineuse, soit oralement après un scan diagnostique. Cette même procédure peut aussi être utilisé, avec une plus forte dose d'iode radioactif, pour traiter des patients atteints d'un cancer de la thyroïde. On l'administre à haute dose afin de détruire les tissus dans lesquels il s'accumule ; une dose insuffisante serait plus dangereuse en favorisant l'apparition d'un cancer sans tuer les cellules cancéreuses. L'iode 131 s'accumule dans la thyroïde de la même façon que tous les autres isotopes de l'iode, mais est particulièrement cancérogène même en petite quantité en raison de sa radioactivité β−, dont le rayonnement ionisant provoque des mutations génétiques.
I131 est aussi le radioisotope de l'iode utilisé dans des composés radiopharmaceutiques solubles dans l'eau et marqués à l'iode, comme le MIBG, utilisés thérapeutiquement pour détruire des tissus.
Du fait de la haute énergie de son rayonnement β, I131 est le plus cancérigène des isotopes de l'iode. On pense qu'il est responsable de la majorité des cancers de la thyroïde surnuméraires après une contamination nucléaire.

### Iode 135
L'iode 135 (135I) est l'isotope de l'iode dont le noyau est constitué de 53 protons et de 82 neutrons. C'est un radioisotope à très faible demi-vie, moins de 7 heures, ce qui est trop court pour être utilisé en biologie. La production inévitable in situ de cet isotope dans un réacteur nucléaire est importante car il se désintègre en xénon 135, le plus puissant des absorbeurs de neutron, responsable de l'empoisonnement au xénon d'un réacteur.

### Iode 128 et autres radioisotopes
Parmi les radioisotopes de l'iode en produits de fission, on compte aussi l'iode 128 (128I), l'iode 130 (130I), l'iode 132 (132I) et l'iode 133 (133I), qui ont tous une demi-vie de quelques heures ou de quelques minutes. les rendant inutiles pour la plupart des applications. Ces isotopes sont riches en neutrons et se désintègrent en leurs homologues isotopes du xénon par radioactivité β−. L'iode 128 (demi-vie de 25 minutes) peut se désintégrer soit en tellure 128 par capture électronique, soit en xénon 128 par radioactivité β−. Son activité massique est de 2,177 × 106 TBq g−1.

## Table des isotopes
| Symbole de l'isotope | Z (p)                | N (n)                | Masse isotopique (u) | Demi-vie           | Mode(s) de désintégration, | Isotope(s) fils | Spin nucléaire |
| Symbole de l'isotope | Énergie d'excitation | Énergie d'excitation | Énergie d'excitation | Demi-vie           | Mode(s) de désintégration, | Isotope(s) fils | Spin nucléaire |
| -------------------- | -------------------- | -------------------- | -------------------- | ------------------ | -------------------------- | --------------- | -------------- |
| 108I                 | 53                   | 55                   | 107,94348(39)#       | 36(6) ms           | α (90 %)                   | 104Sb           | (1)#           |
| 108I                 | 53                   | 55                   | 107,94348(39)#       | 36(6) ms           | β+ (9 %)                   | 108Te           | (1)#           |
| 108I                 | 53                   | 55                   | 107,94348(39)#       | 36(6) ms           | p (1 %)                    | 107Te           | (1)#           |
| 109I                 | 53                   | 56                   | 108,93815(11)        | 103(5) µs          | p (99,5 %)                 | 108Te           | (5/2+)         |
| 109I                 | 53                   | 56                   | 108,93815(11)        | 103(5) µs          | α (0,5 %)                  | 105Sb           | (5/2+)         |
| 110I                 | 53                   | 57                   | 109,93524(33)#       | 650(20) ms         | β+ (83 %)                  | 110Te           | 1+#            |
| 110I                 | 53                   | 57                   | 109,93524(33)#       | 650(20) ms         | α (17 %)                   | 106Sb           | 1+#            |
| 110I                 | 53                   | 57                   | 109,93524(33)#       | 650(20) ms         | β+, p (11 %)               | 109Sb           | 1+#            |
| 110I                 | 53                   | 57                   | 109,93524(33)#       | 650(20) ms         | β+, α (1,09 %)             | 106Sn           | 1+#            |
| 111I                 | 53                   | 58                   | 110,93028(32)#       | 2,5(2) s           | β+ (99,91 %)               | 111Te           | (5/2+)#        |
| 111I                 | 53                   | 58                   | 110,93028(32)#       | 2,5(2) s           | α (0,088 %)                | 107Sb           | (5/2+)#        |
| 112I                 | 53                   | 59                   | 111,92797(23)#       | 3,42(11) s         | β+ (99,01 %)               | 112Te           |                |
| 112I                 | 53                   | 59                   | 111,92797(23)#       | 3,42(11) s         | β+, p (0,88 %)             | 111Sb           |                |
| 112I                 | 53                   | 59                   | 111,92797(23)#       | 3,42(11) s         | β+, α (0,104 %)            | 108Sn           |                |
| 112I                 | 53                   | 59                   | 111,92797(23)#       | 3,42(11) s         | α (0,0012 %)               | 108Sb           |                |
| 113I                 | 53                   | 60                   | 112,92364(6)         | 6,6(2) s           | β+ (100 %)                 | 113Te           | 5/2+#          |
| 113I                 | 53                   | 60                   | 112,92364(6)         | 6,6(2) s           | α (3,3×10−7%)              | 109Sb           | 5/2+#          |
| 113I                 | 53                   | 60                   | 112,92364(6)         | 6,6(2) s           | β+, α                      | 109Sn           | 5/2+#          |
| 114I                 | 53                   | 61                   | 113,92185(32)#       | 2,1(2) s           | β+                         | 114Te           | 1+             |
| 114I                 | 53                   | 61                   | 113,92185(32)#       | 2,1(2) s           | β+, p (rare)               | 113Sb           | 1+             |
| 114mI                | 265,9(5) keV         | 265,9(5) keV         | 265,9(5) keV         | 6,2(5) s           | β+ (91 %)                  | 114Te           | (7)            |
| 114mI                | 265,9(5) keV         | 265,9(5) keV         | 265,9(5) keV         | 6,2(5) s           | TI (9 %)                   | 114I            | (7)            |
| 115I                 | 53                   | 62                   | 114,91805(3)         | 1,3(2) min         | β+                         | 115Te           | (5/2+)#        |
| 116I                 | 53                   | 63                   | 115,91681(10)        | 2,91(15) s         | β+                         | 116Te           | 1+             |
| 116mI                | 400(50)# keV         | 400(50)# keV         | 400(50)# keV         | 3,27(16) µs        |                            |                 | (7-)           |
| 117I                 | 53                   | 64                   | 116,91365(3)         | 2,22(4) min        | β+                         | 117Te           | (5/2)+         |
| 118I                 | 53                   | 65                   | 117,913074(21)       | 13,7(5) min        | β+                         | 118Te           | 2-             |
| 118mI                | 190,1(10) keV        | 190,1(10) keV        | 190,1(10) keV        | 8,5(5) min         | β+                         | 118Te           | (7-)           |
| 118mI                | 190,1(10) keV        | 190,1(10) keV        | 190,1(10) keV        | 8,5(5) min         | TI (rare)                  | 118I            | (7-)           |
| 119I                 | 53                   | 66                   | 118,91007(3)         | 19,1(4) min        | β+                         | 119Te           | 5/2+           |
| 120I                 | 53                   | 67                   | 119,910048(19)       | 81,6(2) min        | β+                         | 120Te           | 2-             |
| 120m1I               | 72,61(9) keV         | 72,61(9) keV         | 72,61(9) keV         | 228(15) ns         |                            |                 | (1+,2+,3+)     |
| 120m2I               | 320(15) keV          | 320(15) keV          | 320(15) keV          | 53(4) min          | β+                         | 120Te           | (7-)           |
| 121I                 | 53                   | 68                   | 120,907367(11)       | 2,12(1) h          | β+                         | 121Te           | 5/2+           |
| 121mI                | 2376,9(4) keV        | 2376,9(4) keV        | 2376,9(4) keV        | 9,0(15) µs         |                            |                 |                |
| 122I                 | 53                   | 69                   | 121,907589(6)        | 3,63(6) min        | β+                         | 122Te           | 1+             |
| 123I                 | 53                   | 70                   | 122,905589(4)        | 13,2235(19) h      | CE                         | 123Te           | 5/2+           |
| 124I                 | 53                   | 71                   | 123,9062099(25)      | 4,1760(3) j        | β+                         | 124Te           | 2-             |
| 125I                 | 53                   | 72                   | 124,9046302(16)      | 59,400(10) j       | CE                         | 125Te           | 5/2+           |
| 126I                 | 53                   | 73                   | 125,905624(4)        | 12,93(5) j         | β+ (56,3 %)                | 126Te           | 2-             |
| 126I                 | 53                   | 73                   | 125,905624(4)        | 12,93(5) j         | β− (43,7 %)                | 126Xe           | 2-             |
| 127I                 | 53                   | 74                   | 126,904473(4)        | Stable             | Stable                     | Stable          | 5/2+           |
| 128I                 | 53                   | 75                   | 127,905809(4)        | 24,99(2) min       | β− (93,1 %)                | 128Xe           | 1+             |
| 128I                 | 53                   | 75                   | 127,905809(4)        | 24,99(2) min       | β+ (6,9 %)                 | 128Te           | 1+             |
| 128m1I               | 137,850(4) keV       | 137,850(4) keV       | 137,850(4) keV       | 845(20) ns         |                            |                 | 4-             |
| 128m2I               | 167,367(5) keV       | 167,367(5) keV       | 167,367(5) keV       | 175(15) ns         |                            |                 | (6)-           |
| 129I,                | 53                   | 76                   | 128,904988(3)        | 16,14 ± 0,12 Ma    | β−                         | 129Xe           | 7/2+           |
| 130I                 | 53                   | 77                   | 129,906674(3)        | 12,36(1) h         | β−                         | 130Xe           | 5+             |
| 130m1I               | 39,9525(13) keV      | 39,9525(13) keV      | 39,9525(13) keV      | 8,84(6) min        | TI (84 %)                  | 130I            | 2+             |
| 130m1I               | 39,9525(13) keV      | 39,9525(13) keV      | 39,9525(13) keV      | 8,84(6) min        | β− (16 %)                  | 130Xe           | 2+             |
| 130m2I               | 69,5865(7) keV       | 69,5865(7) keV       | 69,5865(7) keV       | 133(7) ns          |                            |                 | (6)-           |
| 130m3I               | 82,3960(19) keV      | 82,3960(19) keV      | 82,3960(19) keV      | 315(15) ns         |                            |                 | -              |
| 130m4I               | 85,1099(10) keV      | 85,1099(10) keV      | 85,1099(10) keV      | 254(4) ns          |                            |                 | (6)-           |
| 131I,                | 53                   | 78                   | 130,9061246(12)      | 8,02070(11) j      | β−                         | 131Xe           | 7/2+           |
| 132I                 | 53                   | 79                   | 131,907997(6)        | 2,295(13) h        | β−                         | 132Xe           | 4+             |
| 132mI                | 104(12) keV          | 104(12) keV          | 104(12) keV          | 1,387(15) h        | TI (86 %)                  | 132I            | (8-)           |
| 132mI                | 104(12) keV          | 104(12) keV          | 104(12) keV          | 1,387(15) h        | β− (14 %)                  | 132Xe           | (8-)           |
| 133I                 | 53                   | 80                   | 132,907797(5)        | 20,8(1) h          | β−                         | 133Xe           | 7/2+           |
| 133m1I               | 1634,174(17) keV     | 1634,174(17) keV     | 1634,174(17) keV     | 9(2) s             | TI                         | 133I            | (19/2-)        |
| 133m2I               | 1729,160(17) keV     | 1729,160(17) keV     | 1729,160(17) keV     | ~170 ns            |                            |                 | (15/2-)        |
| 134I                 | 53                   | 81                   | 133,909744(9)        | 52,5(2) min        | β−                         | 134Xe           | (4)+           |
| 134mI                | 316,49(22) keV       | 316,49(22) keV       | 316,49(22) keV       | 3,52(4) min        | TI (97,7 %)                | 134I            | (8)-           |
| 134mI                | 316,49(22) keV       | 316,49(22) keV       | 316,49(22) keV       | 3,52(4) min        | β− (2,3 %)                 | 134Xe           | (8)-           |
| 135I                 | 53                   | 82                   | 134,910048(8)        | 6,57(2) h          | β−                         | 135Xe           | 7/2+           |
| 136I                 | 53                   | 83                   | 135,91465(5)         | 83,4(10) s         | β−                         | 136Xe           | (1-)           |
| 136mI                | 650(120) keV         | 650(120) keV         | 650(120) keV         | 46,9(10) s         | β−                         | 136Xe           | (6-)           |
| 137I                 | 53                   | 84                   | 136,917871(30)       | 24,13(12) s        | β− (92,86 %)               | 137Xe           | (7/2+)         |
| 137I                 | 53                   | 84                   | 136,917871(30)       | 24,13(12) s        | β−, n (7,14 %)             | 136Xe           | (7/2+)         |
| 138I                 | 53                   | 85                   | 137,92235(9)         | 6,23(3) s          | β− (94,54 %)               | 138Xe           | (2-)           |
| 138I                 | 53                   | 85                   | 137,92235(9)         | 6,23(3) s          | β−, n (5,46 %)             | 137Xe           | (2-)           |
| 139I                 | 53                   | 86                   | 138,92610(3)         | 2,282(10) s        | β− (90 %)                  | 139Xe           | 7/2+#          |
| 139I                 | 53                   | 86                   | 138,92610(3)         | 2,282(10) s        | β−, n (10 %)               | 138Xe           | 7/2+#          |
| 140I                 | 53                   | 87                   | 139,93100(21)#       | 860(40) ms         | β− (90,7 %)                | 140Xe           | (3)(-#)        |
| 140I                 | 53                   | 87                   | 139,93100(21)#       | 860(40) ms         | β−, n (9,3 %)              | 139Xe           | (3)(-#)        |
| 141I                 | 53                   | 88                   | 140,93503(21)#       | 430(20) ms         | β− (78 %)                  | 141Xe           | 7/2+#          |
| 141I                 | 53                   | 88                   | 140,93503(21)#       | 430(20) ms         | β−, n (22 %)               | 140Xe           | 7/2+#          |
| 142I                 | 53                   | 89                   | 141,94018(43)#       | ~200 ms            | β− (75 %)                  | 142Xe           | 2-#            |
| 142I                 | 53                   | 89                   | 141,94018(43)#       | ~200 ms            | β−, n (25 %)               | 141Xe           | 2-#            |
| 143I                 | 53                   | 90                   | 142,94456(43)#       | 100# ms [> 300 ns] | β−                         | 143Xe           | 7/2+#          |
| 144I                 | 53                   | 91                   | 143,94999(54)#       | 50# ms [> 300 ns]  | β−                         | 144Xe           | 1-#            |

1. ↑  En gras pour les isotopes avec des demi-vies plus grandes que l'âge de l'univers (presque stables).
2. ↑  Abréviations :
CE : capture électronique ;
TI : transition isomérique.
3. ↑  Isotopes stables en gras.
4. 1 2 3 4  Utilisé en médecine.
5. 1 2 3  Produit de fission.
6. ↑  Théoriquement capable de fission spontanée.
7. ↑  Peut être utilisé pour dater certain événements précoces de l'histoire du Système solaire et pour la datation des eaux souterraines.
8. ↑  Produit de désintégration du 135Te, lui-même produit de fission dans les réacteur nucléaires. Il se désintègre en 135Xe, responsable, s'il s'accumule, de l'empoisonnement au xénon.

### Remarques
- Il existe des échantillons géologiques exceptionnels dont la composition isotopique est en dehors de l'échelle donnée. L'incertitude sur la masse atomique de tels échantillons peut excéder les valeurs données.
- Les valeurs marquées # ne sont pas purement dérivées des données expérimentales, mais aussi au moins en partie à partir des tendances systématiques. Les spins avec des arguments d'affectation faibles sont entre parenthèses.
- Les incertitudes sont données de façon concise entre parenthèses après la décimale correspondante. Les valeurs d'incertitude dénotent un écart-type, à l'exception de la composition isotopique et de la masse atomique standard de l'IUPAC qui utilisent des incertitudes élargies[8].